# Billy Forbes (futebolista)
Billy Forbes (Providenciales, 13 de dezembro de 1990) é um futebolista de Turks e Caicos que joga no clube Phoenix Rising FC na USL. Ele marcou o gol da vitória no Soccer Bowl de 2014

## Carreira
Forbes iniciou na temporada 2006-07 pelo Provopool Celtic. Em 2009, antes de jogar pelo Vancouver Whitecaps, ele venceu um campeonato escolar pelo Colégio Ocidental do Texas. Jogou ainda pelo futebol colegial na Universidade Cristã de Lubbock.
Forbes jogou durante o verão de 2012 (inverno no Hemisfério Sul) pelo Mississippi Brilla na USL PDL. E em maio de 2014 do San Antonio Scorpions para o WV King's Warriors.
A organização San Antonio Scorpions cessou as operações após a temporada 2015 da NASL. Forbes assinou com a franquia de expansão NASL Rayo OKC em 28 de janeiro de 2016.

## Carreira internacional
Ele fez sua estréia internacional para as Ilhas Turcas e Caicos em 2008, e apareceu nas partidas de qualificação da Copa do Mundo da FIFA.

### Gols internacionais
Lista de golos pelas Ilhas Turcas e Caicos.
| Gol | Data                | Local                                                  | Adversário            | Resultado | Resultado | Competição                         |
| --- | ------------------- | ------------------------------------------------------ | --------------------- | --------- | --------- | ---------------------------------- |
| 1.  | 23 de Março de 2015 | Warner Park Stadium, Basseterre, São Cristóvão e Nevis | São Cristóvão e Nevis | 1-1       | 2-6       | 2018 Copa do Mundo de qualificação |

## Estatísticas da carreira
| Clube                 | Temporada         | Liga              | Liga        | Liga       | US Open Cup | US Open Cup | Outros      | Outros     | Total       | Total      |
| Clube                 | Temporada         | Divisão           | Aplicativos | Objectivos | Aplicativos | Objectivos  | Aplicativos | Objectivos | Aplicativos | Objectivos |
| --------------------- | ----------------- | ----------------- | ----------- | ---------- | ----------- | ----------- | ----------- | ---------- | ----------- | ---------- |
| San Antonio Scorpions | 2014              | EUA               | 23          | 5          | 2           | 0           | 0           | 0          | 25          | 5          |
| San Antonio Scorpions | 2015              | EUA               | 27          | 5          | 1           | 0           | 0           | 0          | 28          | 5          |
| San Antonio Scorpions | Total             | Total             | 50          | 10         | 3           | 0           | 0           | 0          | 53          | 10         |
| Rayo OKC              | 2016              | EUA               | 30          | 3          | 1           | 1           | 0           | 0          | 31          | 4          |
| San Antonio FC        | 2017              | USL               | 4           | 3          | 0           | 0           | 0           | 0          | 4           | 3          |
| Total da carreira     | Total da carreira | Total da carreira | 84          | 16         | 4           | 1           | 0           | 0          | 88          | 17         |